# Charles Wright (lutador)
Charles Wright (Palo Alto, 16 de maio de 1961) é um ex-lutador de luta livre profissional americano. Ele lutou na United States Wrestling Association mas é melhor conhecido pela sua passagem na World Wrestling Federation entre os anos 90 e 2000, onde atuou sob os nomes de ringue Sir Charles, Papa Shango, Kama, Kama Mustafa, The Godfather e The Goodfather. Entre suas conquistas, Wright venceu duas vezes o Campeonato Mundial de Pesos-Pesados da USWA, uma vez o Campeão Intercontinental da WWF e uma vez o Campeão de Duplas da WWF (com Bull Buchanan).
Wright foi introduzido no WWE Hall of Fame de 2016, como The Godfather.

## Carreira
- United States Wrestling Association (1989)
- World Wrestling Federation (1991–1993)
- Retorno para a World Wrestling Federation (1995)
- World Wrestling Federation / Entertainment (1997–2002)
- Semi-retirada e aparições esporádicas (2002–2007)
- Participação no tour Hulk Hogan's Hulkamania (2009)

## No wrestling
| |  |  |
| As várias personas de The Godfather em ringue: The Godfather/Goodfather (esquerda) e Kama (direita) |  |  |

- Movimentos de finalização
  - Como The Godfather / The Goodfather
    - Pimp Drop (Death Valley driver)[2][3]
    - Ah Funk It (Corner slingshot splash)[2][3]

  - As Kama / Kama Mustafa
    - Corner slingshot splash[7]
    - STF, enquanto ajoelhado sobre as costas do oponente[8] – 1995
    - Delayed brainbuster[9] – 1997
    - Spinning side slam[10] – 1997

  - Como Papa Shango
    - Overhead gutwrench, caindo em um inverted shoulderbreaker[4]
    - Voodoo Driver (Slingshot suplex)[2]
- Movimentos secundários
  - Arm twist seguido por um hook kick
  - Big boot[11]
  - Falling powerslam[11]
  - The Ho Train (Body avalanche, com teatralidade)[2][3]
  - Inverted atomic drop[11]
  - Jumping leg drop, with theatrics[2]
  - Running big boot[2]
  - Running elbow drop
  - Sidewalk slam – 1999–2000
  - Scoop slam
  - Tip Up Splash (Standing splash)[2]
- Com Val Venis
  - Movimentos de finalização da dupla
    - Big splash (Val Venis) / Jumping leg drop (The Godfather) (combinação)

  - Movimentos secundários da dupla
    - Aided scoop slam
- Managers
  - Ted DiBiase
  - Larry Sharpe
  - Varias "Hos", incluindo Bobcat[12][13] (que ganhou o Hardcore Championship como uma Ho),[14] Victoria,[3][15] Ivory[3] e Lita[3]
- Alcunhas
  - "The Sultan of Voodoo"[3]
  - "The Supreme Fighting Machine"[1]
  - "The Conductor of the Ho Train"
- Temas de entrada
  - "It's All About the Money" por Jimmy Hart e JJ Maguire[16] (1995; usado enquanto parte do Million Dollar Corporation)
  - "Nation of Domination" por Jim Johnston[17] (1997–1998; usado enquanto parte do Nation of Domination)
  - "The Ho Train" por Jim Johnston[18] (1998–1999; usado pela persona de Godfather)
  - "Pimpin' Ain't Easy" por Ice-T e Jim Johnston[19] (2000)
  - "Show Me How It's Done" por Jim Johnston[20] (2002, 2007–2013-presente)

## Campeonatos e prêmios
- Pro Wrestling Illustrated
  - PWI o classificou em 353º entre os 500 melhores lutadores individuais da "PWI Years" em 2003.[21]
- United States Wrestling Association
  - USWA Unified World Heavyweight Championship (2 vezes)
- World Wrestling Federation/WWE
  - WWF Intercontinental Championship (1 vez)[22]
  - WWF Tag Team Championship (1
vez) – com Bull Buchanan[23]
  - WWE Hall of Fame (Classe de 2016)[6]
- Wrestling Observer Newsletter awards
  - Pior personagem (1992)
  - Pior rivalidade do ano (1992) vs. The Ultimate Warrior
  - Lutador mais embaraçoso (1992)